# 拉戈尔格
拉戈尔格（法語：La Gorgue，法語發音：[la ɡɔʁɡ]），法国北部城市，上法兰西大区诺尔省的一个市镇，隶属于敦刻尔克区，其市镇面积为15.03平方公里，2022年1月1日时人口数量为5,553人，在法国城市中排名第1,948位。
拉戈尔格位于诺尔省中西部，利斯河右岸，南侧与加来海峡省接壤，是一个区域性的中心城市，多条公路在此交汇。

## 地名来源
“拉戈尔格”一名可能来源于西佛兰德语“goor”，意为“湿地”。

## 历史
拉戈尔格附近区域曾发现新石器时期的人类活动遗迹。1190年，拉戈尔格从埃斯泰尔分离而出，设立为一处独立的堂区，为泰鲁阿讷主教区的一部分，当地人口数量逐年增加。法国大革命后，拉戈尔格成为诺尔省的一个市镇。工业革命期间，连接阿尔芒蒂耶尔和梅尔维尔的铁路由此通过。第一次世界大战期间，拉戈尔格遭到破坏。

## 地理

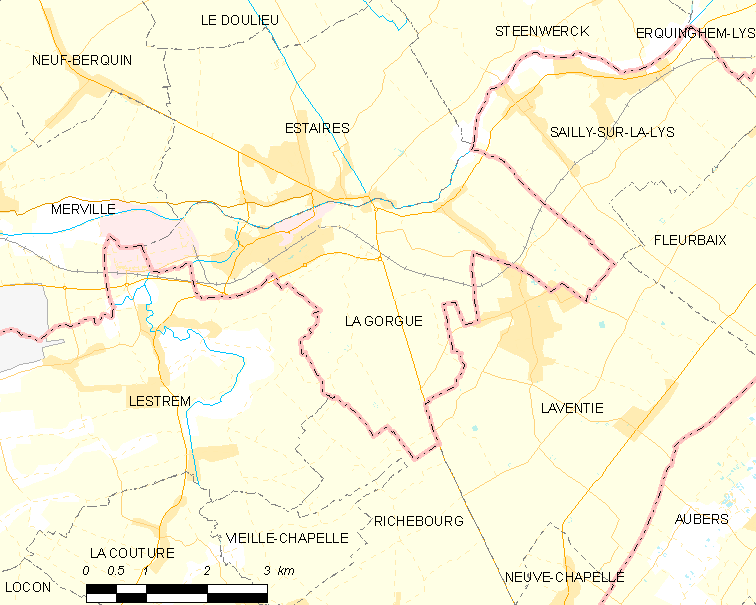
拉戈尔格市镇范围地图

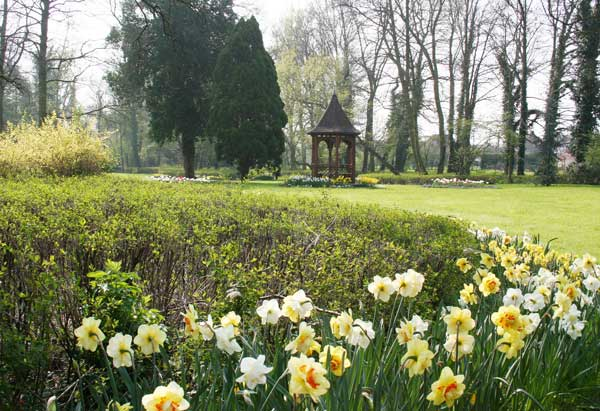
拉戈尔格公共花园

拉戈尔格位于法国北部，上法兰西大区北部和诺尔省中西部，距离省会里尔大约32公里。与拉戈尔格接壤的市镇包括：埃泰尔、里什堡、拉旺蒂、莱特雷姆、利斯河畔萨伊、梅维尔。

### 地形
拉戈尔格位于北部-加来海峡腹地，境内以平原为主，市镇中心地势较为平坦，全境海拔在12到19米之间。

### 水文
利斯河自西向东流经境内，市区整体位于河流右岸。此外当地还有多条溪流。

### 植被
拉戈尔格属于温带阔叶混交林区，市中心的公共花园（Jardin public）是当地主要的城市绿地。
在鲜花城市的评比中，拉戈尔格被评为2星级鲜花城市。

### 气候
拉戈尔格在柯本气候分类法中属于温带海洋性气候。

## 行政区划
拉戈尔格是法国上法兰西大区诺尔省的一个市镇，编号为59268。拉戈尔格隶属于敦刻尔克区、诺尔省第十五选区以及阿兹布鲁克县，同时也是佛兰德利斯市镇公共社区的办公驻地。
法国国家统计与经济研究所（简称）在进行数据统计时，将包括拉戈尔格在内的周边共122个市镇划为贝蒂讷城市区。自2020年起，贝蒂讷城市区被拆分，拉戈尔格被划入包含201个市镇的里尔城市辐射区。此外，还将拉戈尔格市镇分为了2个“块区”（IRIS），以便于统计人口分布情况。

## 交通

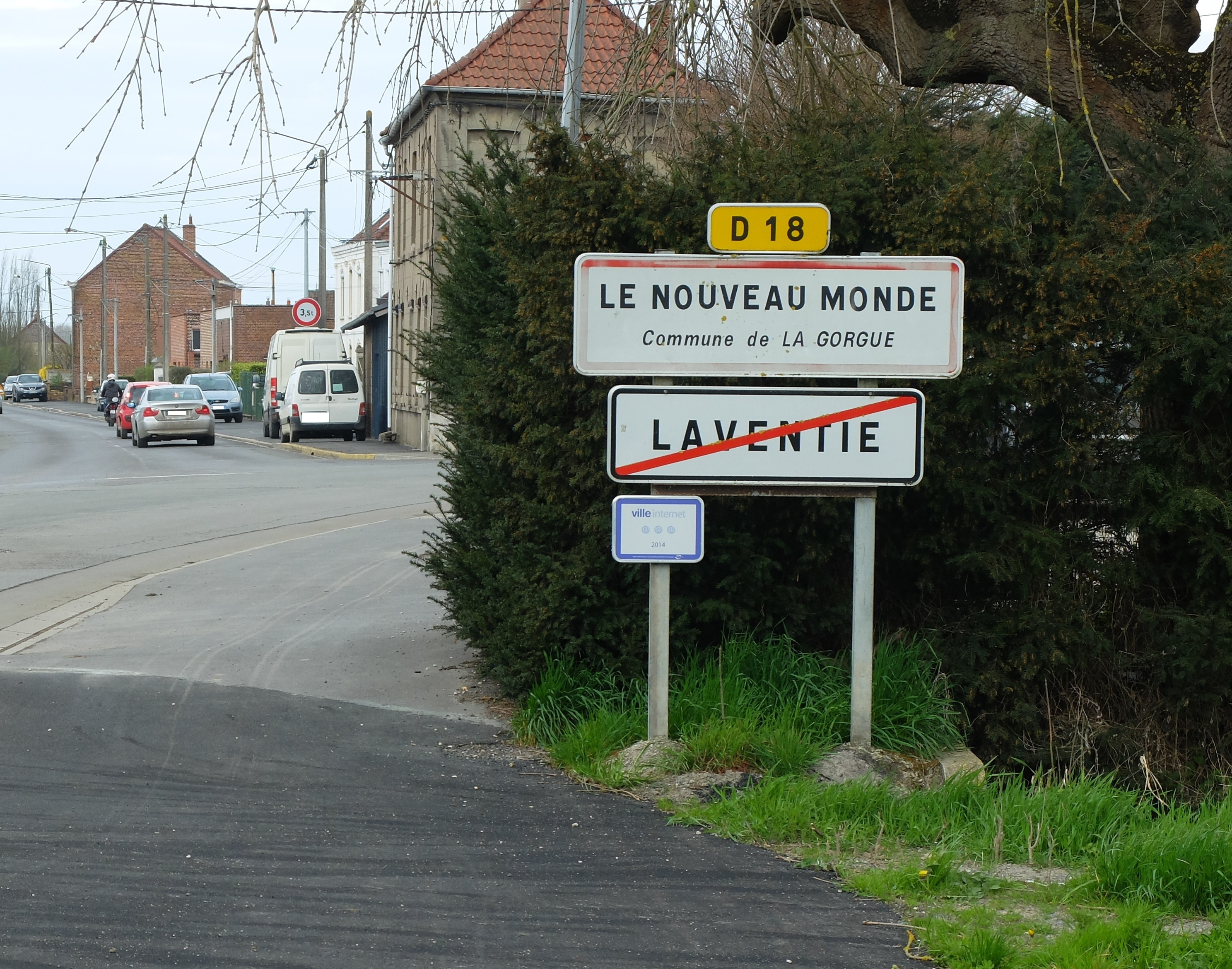
入城路牌

### 公路
多条诺尔省省道在拉戈尔格境内交汇，上法兰西大区下属的城际客运提供巴士线路，可前往周边部分市镇。
2017年，80.7%的拉戈尔格家庭拥有至少一辆私人汽车。2019年，拉戈尔格境内共发生各类交通事故5起，造成6人受伤。

### 铁路
拉戈尔格位于阿尔芒蒂耶尔－阿尔克铁路上，该铁路已停止客运服务。距离拉戈尔格最近的运营中的客运铁路车站为阿尔芒蒂耶尔站，该站停靠往返于里尔和阿兹布鲁克一线的区域列车。

### 航空
距离拉戈尔格最近的民用航空站为里尔机场，距离拉戈尔格市中心的公路里程约40公里。

### 城市公共交通
截至2021年9月，拉戈尔格暂无城市公共交通系统。

## 政治

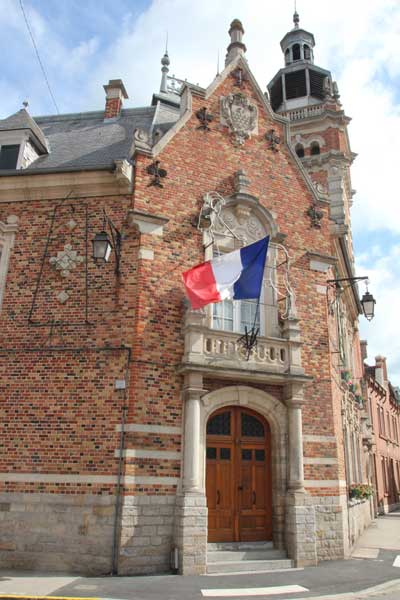
拉戈尔格市政厅

拉戈尔格的现任市长为菲利普·马约先生（Philippe Mahieu），他是一名无党派人士，在2020年的市政选举中获得了86.91%的支持率。
在2017年的法国总统大选中，法国极右翼政党国民阵线主席玛丽娜·勒庞在拉戈尔格获得了57.8%的支持率。

## 人口
2018年，拉戈尔格市镇人口数量为5,637，在法国排名第1,948位。其中男性2,739人，女性2,896人，75岁及以上人口占7.2%，外籍人口数量为1,039人，人口密度为375人/平方公里，当地居民被称为（男性）或（女性）。2019年，拉戈尔格境内出生44人，死亡人口41人。
| 年份   | 1936  | 1946  | 1954  | 1962  | 1968  | 1975  | 1982  | 1990  | 1999  | 2005  | 2010  | 2015  | 2018  |
| ------ | ----- | ----- | ----- | ----- | ----- | ----- | ----- | ----- | ----- | ----- | ----- | ----- | ----- |
| 人口數 | 4,027 | 4,038 | 4,116 | 4,141 | 4,104 | 4,168 | 4,602 | 5,028 | 5,215 | 5,590 | 5,956 | 5,704 | 5,637 |

## 经济
截止2021年8月，拉戈尔格共有各类用人单位（包含自雇）561家，（农产品销售）、（零售）及（销售）是当地2019年营业额最高的三个企业，分别为40,715,430欧元、40,474,647欧元和16,445,474欧元。

## 财政收入
2019年，拉戈尔格的财政收入总额为8,506,520欧元，财政支出总额为7,326,890欧元，当年的债务总额为8,380欧元。2021年，拉戈尔格共获得64,494欧元的国家财政补助，比上一年增加了0.42%。
2017年，拉戈尔格的人均月收入总额为2,011欧元，其中高级职员为3,535欧元，低于法国平均水平（4,214欧元）；中级职员为2,239欧元，低于法国平均水平（2,353欧元）；普通职员为1,643欧元，亦低于法国平均水平（1,690欧元）。
2017年，拉戈尔格境内的青壮年（15至64岁）失业率为14.4%，当地43.3%的家庭拥有纳税资格，平均纳税1,809欧元，低于法国平均水平（3,888欧元）。

## 社会事务

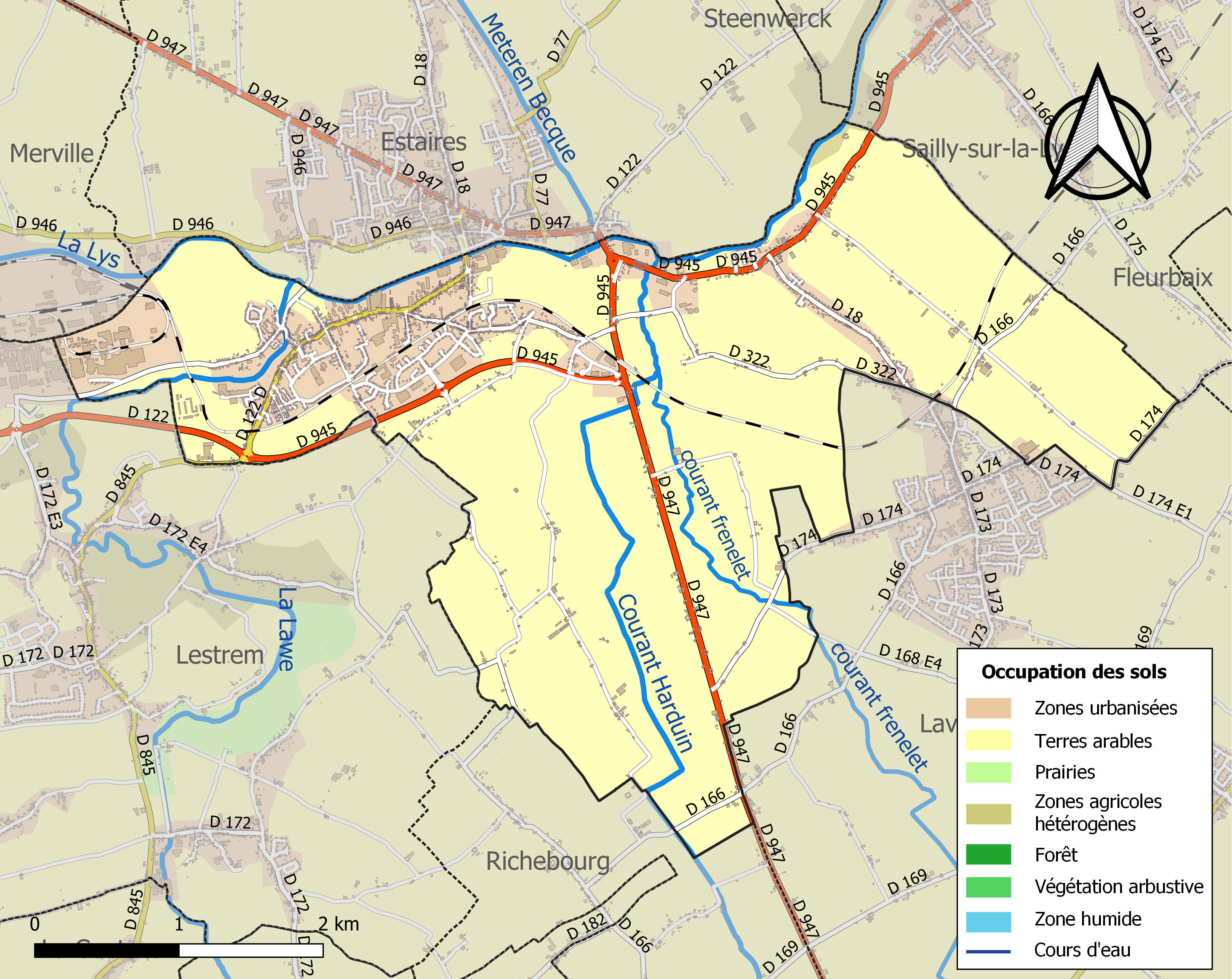
拉戈尔格土地利用情况地图

### 教育
拉戈尔格属于里尔学区。截止2019年1月1日，拉戈尔格境内共有3所小学。

### 医疗
截止2019年1月1日，拉戈尔格境内共有全科医生10名、保健师9名、牙医6名、护士9名、耳科医生0名、眼科医生0名、皮肤科医生0名、助产士1名、儿科医生0名和妇科医生1名。境内共有药房2家、养老院1家、残疾人帮扶中心0家。
距离拉戈尔格最近的区域性医疗机构为“阿尔芒蒂耶尔中心医院”（Centre Hospitalier d'Armentières），其主病区设有床位220个，是当地规模最大的公立综合性医院，距离拉戈尔格市区的正常车程在25分钟以内。

### 住房
2017年，拉戈尔格境内共有各类住房2,434套，其中87.6%为独立式居民区，12.1%为集中式居民区。常住房屋占拉戈尔格市镇范围内居民建筑总量的92.1%。
在住房保障政策方面，2017年，拉戈尔格境内共有425户家庭获得了住房经济补助，受益人数占总人口数量的7.5%，其中379份为房租补助。

### 商业
2019年，拉戈尔格境内共有各类实体商铺109家，其中餐厅13家、大型超市6家、杂货店1家、面包房3家、肉铺3家、书店1家、美容美发店10家、汽车维修店12家。市区东部建有开放式商业街区，有Intermarché大型购物中心。

### 体育
2019年，拉戈尔格境内共有2间体育馆、1座综合体育场、1处网球场、3处足球或橄榄球场以及1处篮球或排球场。
截至2021年9月，拉戈尔格境内共有四家注册足球俱乐部，其中拉戈尔格体育俱乐部（C.S. La Gorgue）在2021至2022赛季参加上法兰西大区足球联赛。

### 环境
拉戈尔格的环境事务由其所属的公共社区负责。2019年，拉戈尔格境内暂无污染企业。

### 治安
2014年，拉戈尔格及附近地区共发生各类案件2,055起，其中盗窃类案件1,270起，经济类案件236起，毒品交易类案件111起。

## 文化
2019年，拉戈尔格境内暂无任何文化设施。拉戈尔格市政府提供多媒体中心，向公众全年开放。

### 建筑
拉戈尔格境内有多处历史建筑，其中市政厅及其钟楼（Beffroi）是当地的地标性建筑物。

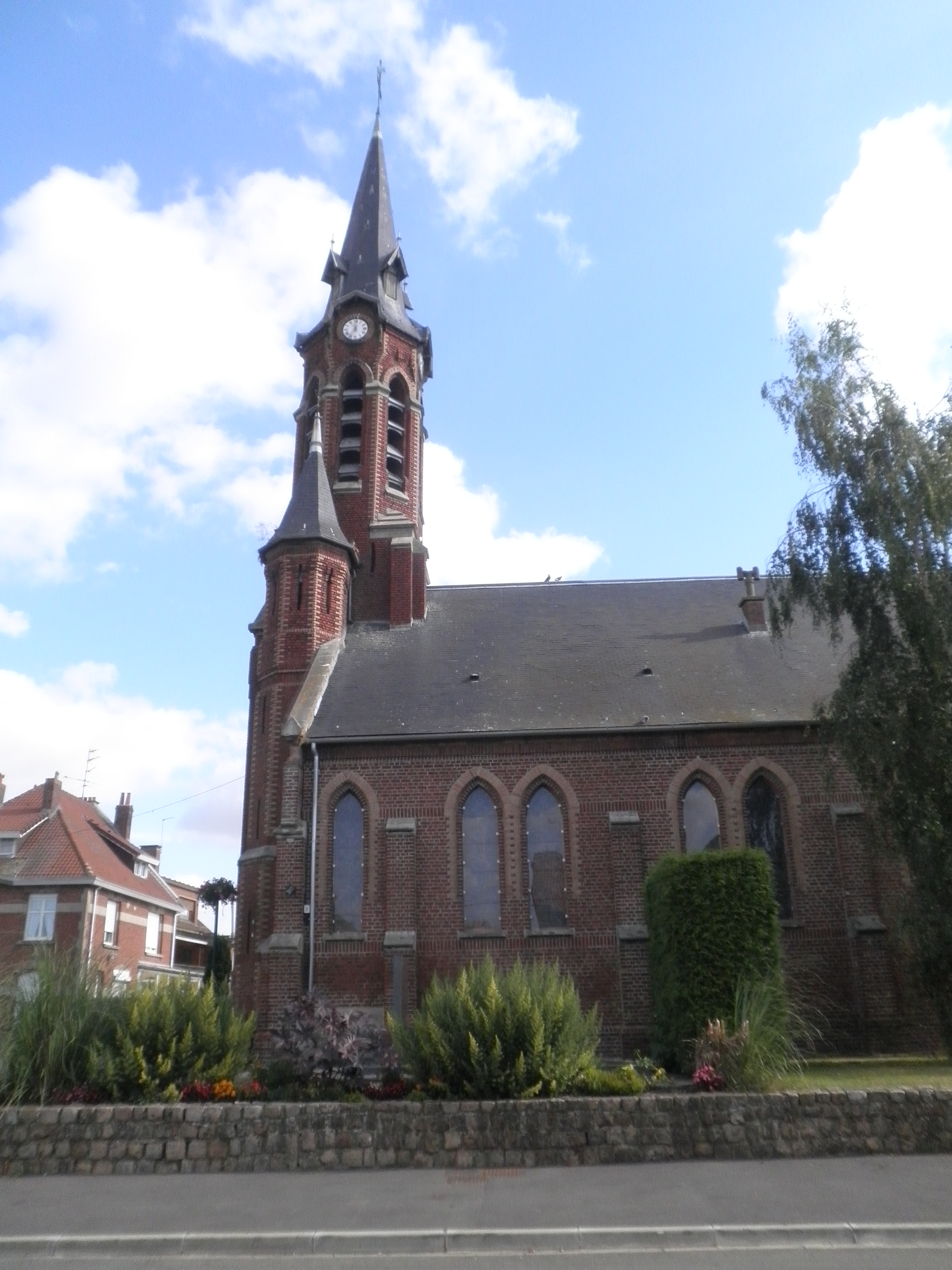
圣心教堂
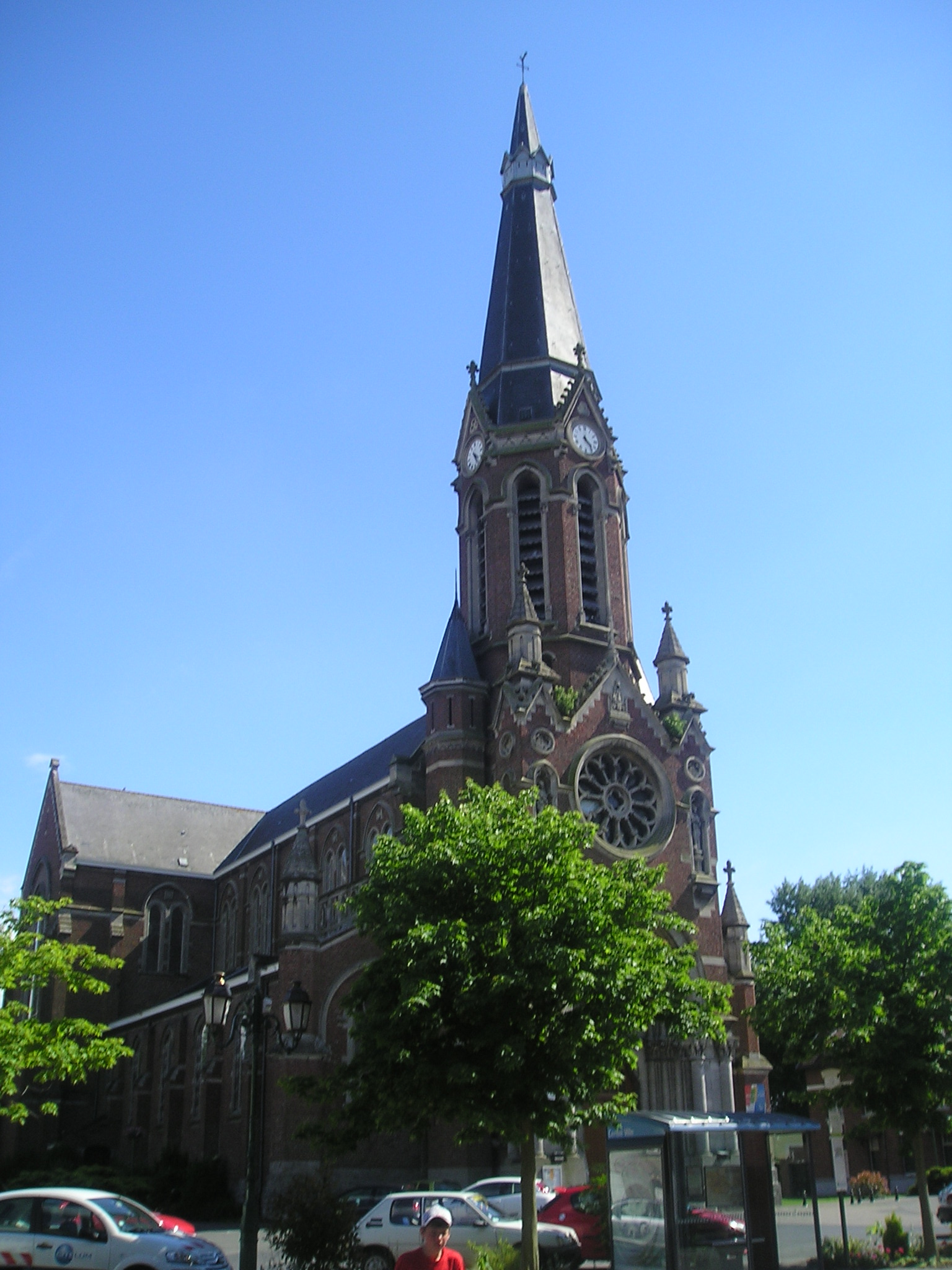
圣伯多禄教堂
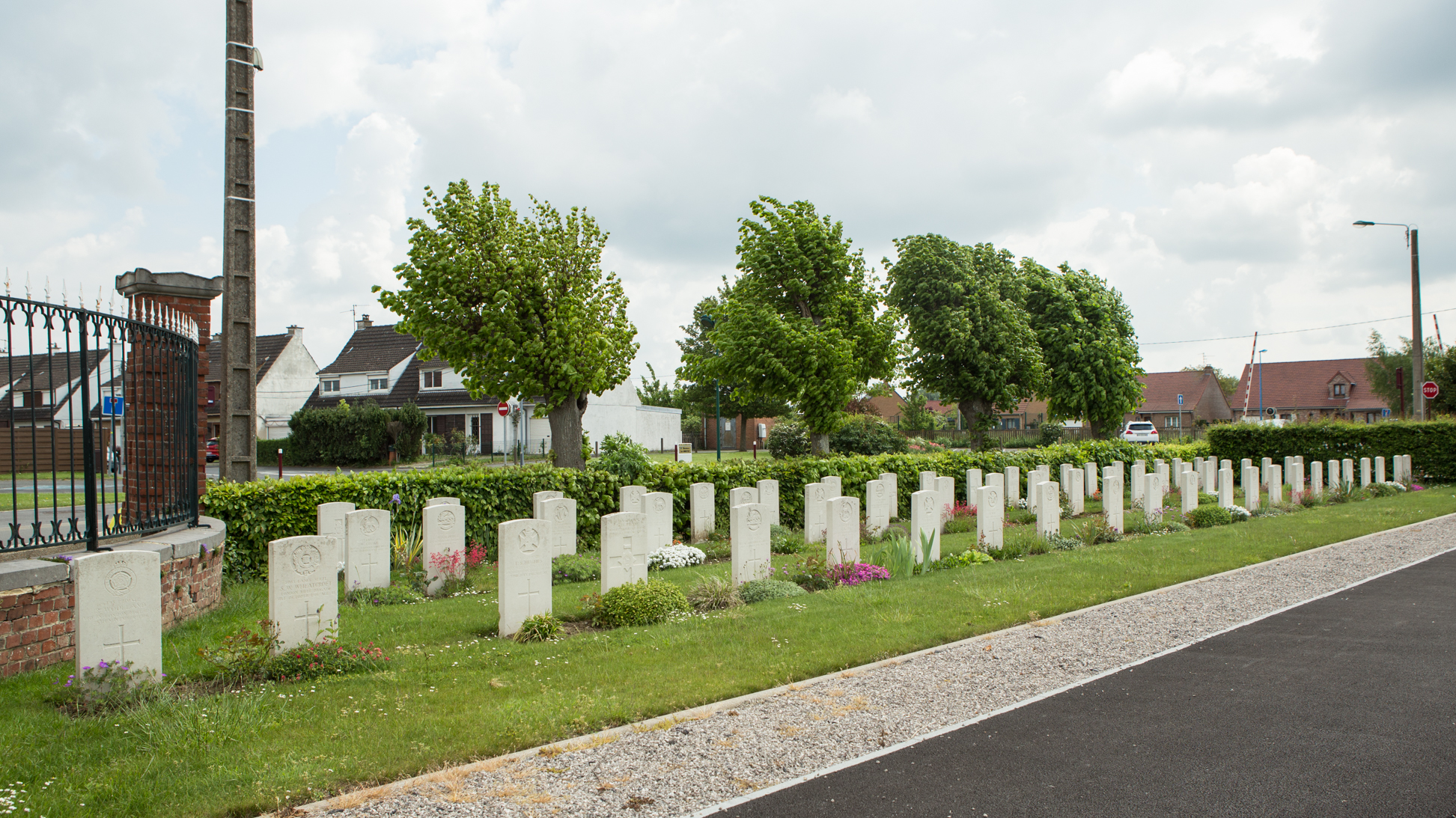
市政烈士公墓
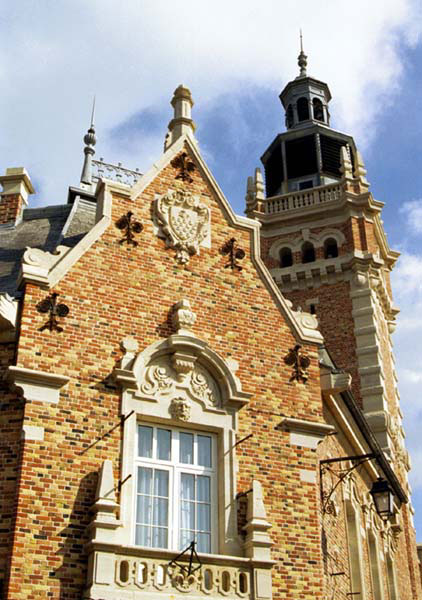
市政厅钟楼
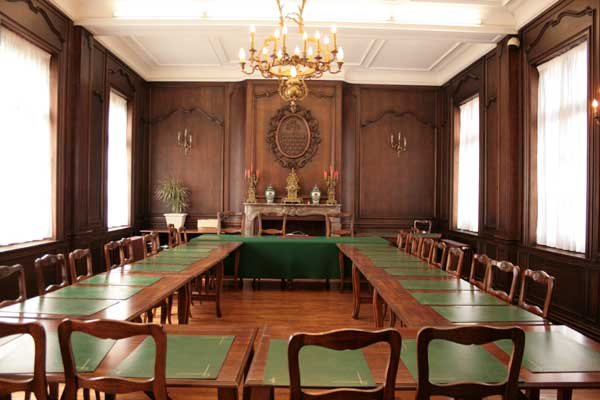
市政厅内部
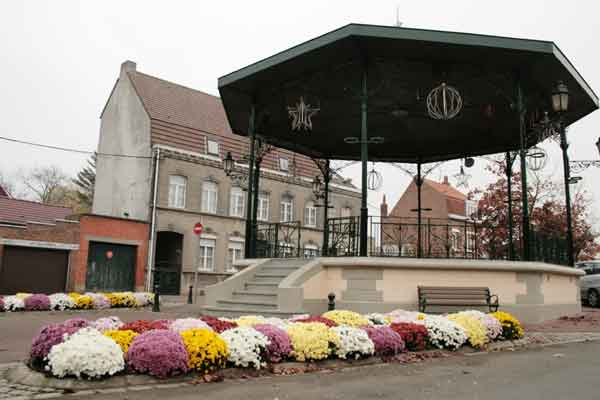
音乐凉亭

### 旅游
拉戈尔格的旅游事务由其所属的公共社区负责。2020年，拉戈尔格境内暂无任何游客接待设施。

### 媒体
法国主要的媒体均可在拉戈尔格接收，法国电视三台下属的上法兰西大区频道在部分时段播出拉戈尔格所属区域的地方新闻。

## 友好城市
截至2021年9月，拉戈尔格暂未建立任何友好城市关系。